# Llyn Dinas
Llyn Dinas är en sjö i Storbritannien.   Den ligger i riksdelen Wales, i den södra delen av landet, 300 km nordväst om huvudstaden London. Llyn Dinas ligger 207 meter över havet.Trakten runt Llyn Dinas består i huvudsak av gräsmarker.